# 童杭时

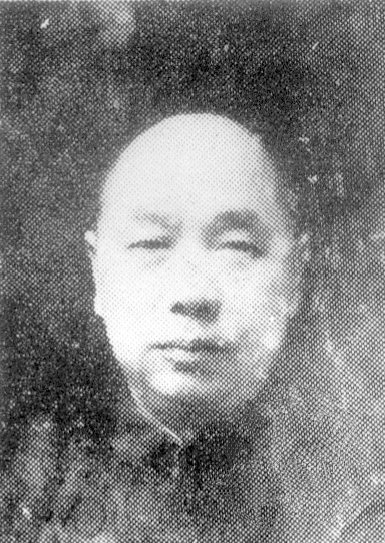

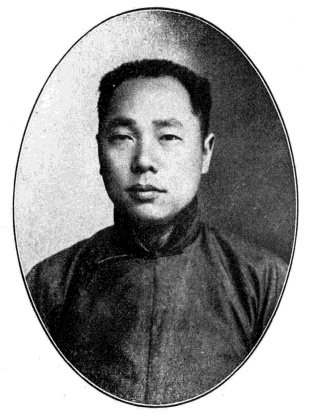
童杭時

童杭时（1877年—1949年）又名德椿、荫乔，字萱甫，号愚隐，别号枕溪，浙江嵊县（今嵊州市）下王镇人。中国民主革命家，中华民国政治人物。

## 生平
童杭时早年参加乡试中秀才。后来放弃科举，转而一心救国。1905年，童杭时在家乡创办下王养圣两等小学堂。1905年，童杭时在绍兴大通学堂参加光复会，并将著作编为《积厚轩议论集》呈徐锡麟阅读，徐锡麟为该书作序。1907年，徐锡麟发动安庆起义失败身亡，原定的浙江起义也受到影响，秋瑾被杀。童杭时突围后逃到日本，在日本参加了中国同盟会。归国后，童杭时入浙江法政学堂，在校期间联络浙江省光复会、同盟会，从事革命。辛亥革命期间，他于宣统三年九月十五日（1911年11月5日）参加了革命军攻克杭州的行动。
中华民国成立后，童杭时任浙江共和法政学校校长。1913年，当选第一届浙江省议会议员，此后当选第一届国会参议院议员。国会遭解散后，童杭时赴日本追随孙中山，入东京法政大学，获法学士。1917年归国，随浙江护法军赴广州，任孙中山大元帅府参议，宪法起草委员会委员。不久，任中国国民党浙江省主持人。在广州任职期间，童杭时常来往于北京、上海、广州，并曾一度担任大理院庭长。
1925年，童杭时任浙江省实业厅厅长，任内主办了西湖博览会。此后，童杭时历任国民政府最高法院民庭庭长，福建省高等法院院长。
1935年，嵊县受灾，童杭时捐款赈灾，并帮助养圣两等小学堂重建校舍。1938年，童杭时引退。抗日战争结束后，童杭时在重庆参与重组光复会，并任副会长。
1949年，童杭时因肝病在杭州逝世，享年72岁。

## 著作
- 《积厚轩议论集》
- 《财政刍议》
- 《浙江实业行政计划书》
- 《经济学》
- 《中华国诗三百首》[1]